# Paris, Dabar
Paris, Dabar è un film di Paolo Angelini, prodotto nel 2001 ma distribuito nel 2003.

## Trama
Definito "il primo road movie da bar a bar", il film narra di una gara di bevute, organizzata tra quattro bar del quartiere bolognese del Pratello. I 44 partecipanti iscritti alla gara dovranno spostarsi tra i bar a piedi, consumando un drink ad ogni sosta. Vincerà chi totalizzerà il maggior numero di bevute, o semplicemente chi riuscirà a rimanere in piedi al termine della gara, fino all'inatteso premio finale.
La gara è tuttavia un pretesto per raccontare le storie di vita di baristi e avventori. A fare da filo conduttore tra le diverse storie, è presente la voce narrante del deejay Roberto Bozzetti, che nel film interpreta sé stesso.
Il film mescola i generi della commedia e del documentario, dal momento che narra di un fatto realmente accaduto.

## Sceneggiatura
La sceneggiatura, intitolata La strada senza luna, è stata scritta a quattro mani da Paolo Angelini e da Maurizio Braucci.

## Riconoscimenti
La pellicola è stata premiata come migliore film al Net Independent Film Festival e alla Triennale di Milano. È stata inoltre proiettata fuori concorso alla Biennale di Venezia.